# Stephan Bender (acteur)
Stephan Bender (Ava, 2 juni 1989) is een Amerikaans acteur.
Hij is vooral bekend door zijn rol van de jonge Clark Kent in Superman Returns. Zijn recentste film is Dream Boy (2008) van James Bolton. De film won de "Outfest"-prijs voor beste scenario en is een bewerking van de gelijknamige roman van  Jim Grimsley. Bender speelt daarin de rol van  Nathan, een eenzame jongen die naar het landelijke Louisiana verhuisde, waar hij verliefd wordt op een buurjongen, niettegenstaande het feit dat hij door zijn vader misbruikt werd.

## Filmografie
- 2006: Superman Returns
- 2007: Drake & Josh
- 2008: Dream Boy